# Josep Puigbert i Punset
Josep Puigbert i Punset (Figueres, 1964). Periodista llicenciat en Ciències de la Informació per la Universitat Autònoma de Barcelona. Va ser de director de la Casa de la Generalitat a Perpinyà.
En el periodisme es va iniciar tractant la temàtica esportiva, en mitjans escrits i radiofònics. Des de 1986 a 1993 va retransmetre tots els partits que va jugar la Unió Esportiva Figueres, a Segona Divisió A. Ha treballat al diari El Punt (1991-2011), a on va ser cap de secció, i a l'emissora Ser-Empordà (1986-1991). També ha col·laborat en diferents mitjans com: La Vanguardia, la COPE, Televisió de Figueres, Canal Nord, Radio Vilafant i Empordà TV. Ha escrit els llibres: "Què pensa Santi Vila?" i "Què pensa l'alcalde Santi Vila?" i és coautor del llibre: "Instal·lacions Burgas : tres generacions : setanta-cinc anys d'història de l'empresa". Des de l'any 2005, és un dels organitzadors de la Mostra de Cinema de Muntanya i Aventura.
Va ser cap de gabinet a l'alcaldia de Figueres entre els anys 2011 i 2013 i assessor de comunicació a la Diputació de Girona entre els anys 2013 i 2014. Va ser director de la Casa de la Generalitat a Perpinyà (2014-2022).

## Obra
- Què pensa Santi Vila (Ebe, 2006)
- Què pensa l'alcalde Santi Vila (Ebe, 2011)
- Instal·lacions Burgas : tres generacions : setanta-cinc anys d'història de l'empresa (2014, Burgas)